# Сургучница

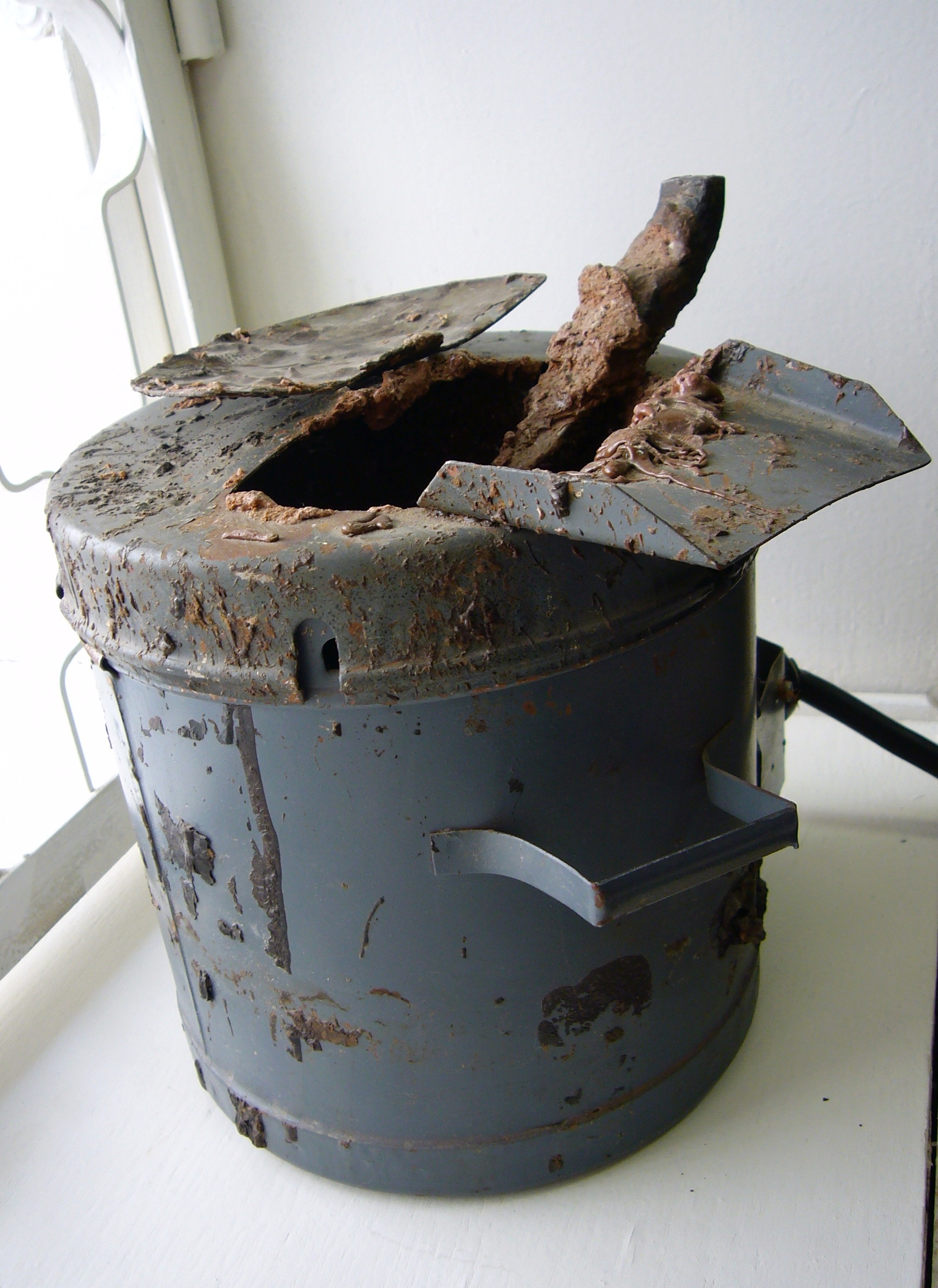
Старая электрическая сургучница в почтовом музее Московского почтамта

Сургу́чница — устройство, предназначенное для разогрева сургуча и поддержания его в расплавленном состоянии. Применялась в почтовом и банковском деле.

## История

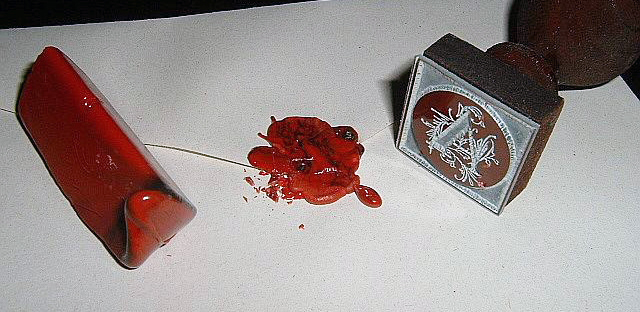
Формованный кусок сургуча, печатка и процесс наложения расплавленного сургуча на клапан конверта

В Толковом словаре Даля второй половины XIX века давалось следующее определение сургучницы: «коробочка, укладка для сургуча в палочках».
В 1920 году в США был выдан патент № 1353972 на изобретение электрической сургучницы (англ. Electric heater for sealing-wax ); автор запатентованного устройства — Артур Ординг (Arthur J. Ording).
Раннюю электрическую сургучницу можно увидеть в экспозиции музея Московского почтамта.
Электрические сургучницы были снабжены электроплиткой или лампой накаливания.

## Применение
Кусковой или в форме гранул, сургуч помещают в сургучницу за несколько часов до его использования по назначению, после чего берут необходимое количество специальной кисточкой или лопаточкой. Время разогрева сургуча до рабочей температуры — 1—2 часа.